# Gare Coliseum Airport
La  gare de Coliseum Airport est une gare ferroviaire des États-Unis située à Oakland en Californie ; elle est desservie par Amtrak. C'est une gare sans personnel.
À ne pas confondre avec la gare d'Oakland-Jack London Square, dans le centre-ville.

## Histoire
Elle est mise en service en 1972.

## Service des voyageurs

### Desserte
- Lignes d'Amtrak[1] :
  - Le Coast Starlight: Los Angeles - Seattle
- BART
  - Richmond - Fremont line
  - Fremont - Daly City line
  - Dublin/Pleasanton - Daly City line
  - Coliseum - Oakland International Airport line